# The Furnace
Pour plus de détails, voir Fiche technique et Distribution.
The Furnace est un film muet américain réalisé par William Desmond Taylor, sorti en 1920.

## Fiche technique
- Titre original : The Furnace
- Réalisation : William Desmond Taylor
- Scénario : Julia Crawford Ivers d'après le roman de Leslie Beresford
- Chef-opérateur : James Van Trees
- Date de sortie : 
  - États-Unis : novembre 1920

## Distribution
- Agnes Ayres : Folly Vallance
- Jerome Patrick : Anthony Bond
- Theodore Roberts : Général Archibald Foulkes-Brent
- Betty Francisco : Patricia Brent
- Milton Sills : Keene Mordaunt
- Helen Dunbar : Lady Foulkes-Brent
- Fred Turner : Albert Vallance
- Robert Bolder : Solomon Bassbridge
- Mayme Kelso : Lady Foulkes-Brent
- Lucien Littlefield : Bert Vallance
- Edward Martindel : Comte Svenson